# Prototama
Prototama succinea
Genre
Espèce
Synonymes
- Priscotama Petrunkevitch, 1971

Prototama est un  genre fossile d'araignées aranéomorphes de la famille des Hersiliidae.

## Distribution
Les espèces de ce genre ont été découvertes dans de l'ambre de la République dominicaine et du Chiapas au Mexique. Elles datent du Néogène.

## Liste des espèces
Selon The World Spider Catalog 15.0 :
- †Prototama antiqua (Petrunkevitch, 1971)
- †Prototama maior (Wunderlich, 1988)
- †Prototama media (Wunderlich, 1988)
- †Prototama minor (Wunderlich, 1987)
- †Prototama succinea Petrunkevitch, 1971

## Publication originale
- (en) Alexander Ivanovitch Petrunkevitch, Chiapas amber spiders, II., vol. 63, coll. « University of California Publications in Entomology », 1971, 1–44 p..